# Aurus Komendant
O Aurus Komendant é um SUV de luxo produzido pela montadora russa Aurus Motors e desenvolvido pela NAMI em Moscou, na Rússia. Seu nome vem do nome da Torre Komendantskaya do Kremlin de Moscou. O Komendant faz parte da série Kortezh de veículos de luxo, que inclui a limusine Senat e a minivan Arsenal.

## História
A produção estava prevista para o final de 2020; mais tarde, esses planos foram adiados para 2022 e posteriormente para 2023. O plano oficial para o ano de 2023 para o SUV é de 200 carros.

## Design
A aparência do carro foi comparada à do Rolls-Royce Cullinan, com lanternas traseiras comparáveis às do Bentley Bentayga.